# Heinrich Christoph
Heinrich Christoph (* 28. Januar 1841 in Eschborn; † 24. September 1905 ebenda) war ein deutscher Landwirt und Bürgermeister sowie Mitglied des Provinziallandtages der Provinz Hessen-Nassau.

## Leben
Heinrich Christoph wurde als Sohn des Landwirts Abraham Christoph und dessen Ehefrau Maria Elisabethe Hill (1814–1856) geboren und stammte aus einer mennonitischen Familie, die zu Beginn des 18. Jahrhunderts in Eschborn ansässig wurde. Er übernahm die elterliche Landwirtschaft und wurde 1882 Bürgermeister von Eschborn, wo er zuvor über mehrere Jahre stellvertretender Bürgermeister war.
Von 1886 bis 1898 hatte er ein Mandat für den Nassauischen Kommunallandtag bzw. für den Provinziallandtag der preußischen Provinz Hessen-Nassau, wo er Mitglied des Rechnungsprüfungs-, Eingaben- und des Kleinbahnausschusses war. Im Landesausschuss war er von 1886 bis 1890 stellvertretendes und im Anschluss bis 1898 volles Mitglied.
1894 schied er aus dem Amt des Bürgermeisters.
Christoph heiratete am 20. November 1864 Margaretha Juliana Henrich (1842–1893).